# Китайський сад дружби
Китайський сад дружби (англ. Chinese Garden of Friendship) — китайський сад у місті Сідней (штат Новий Південний Уельс, Австралія).

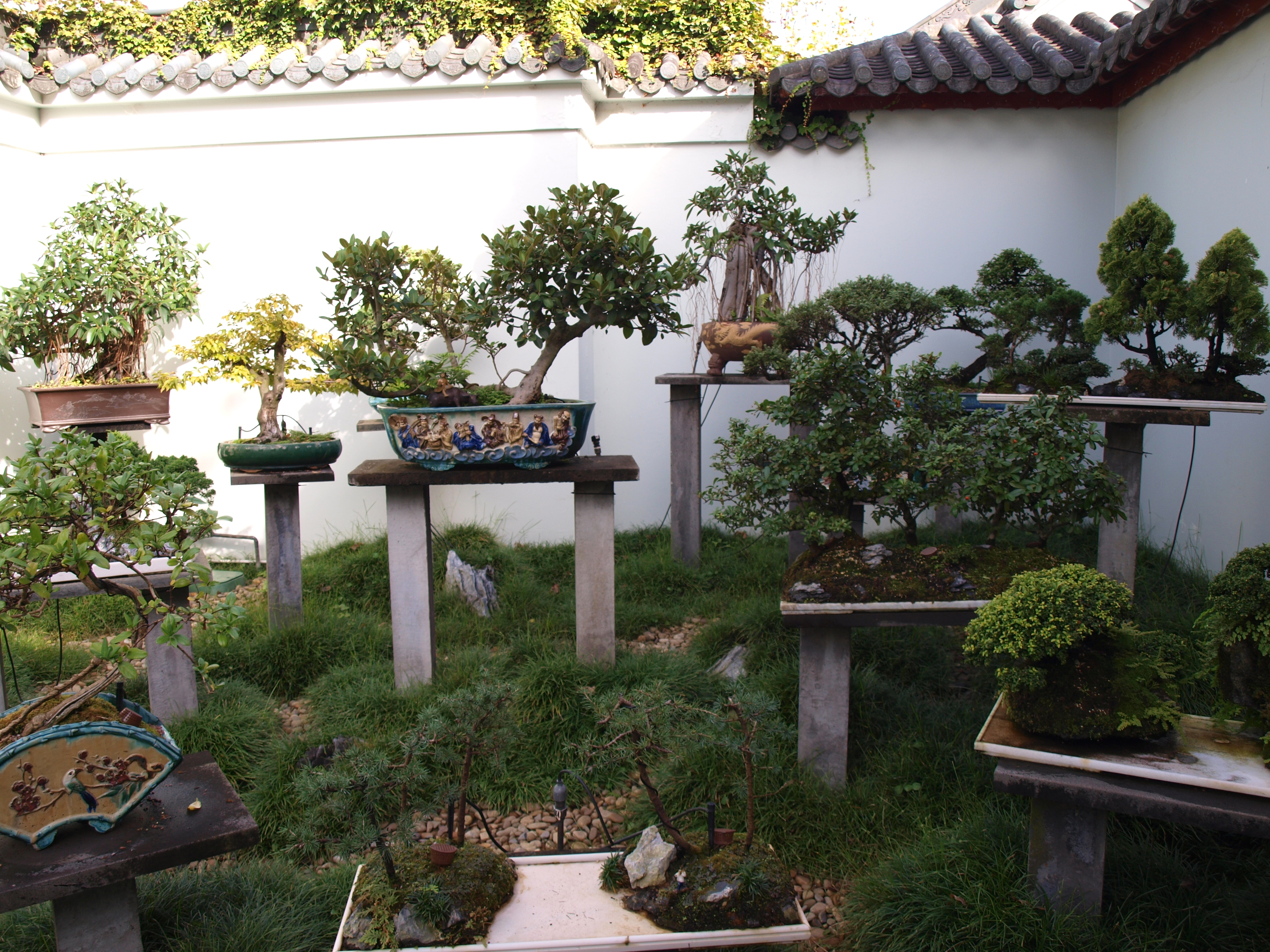
Колекція пенцзінь у внутрішньому дворику

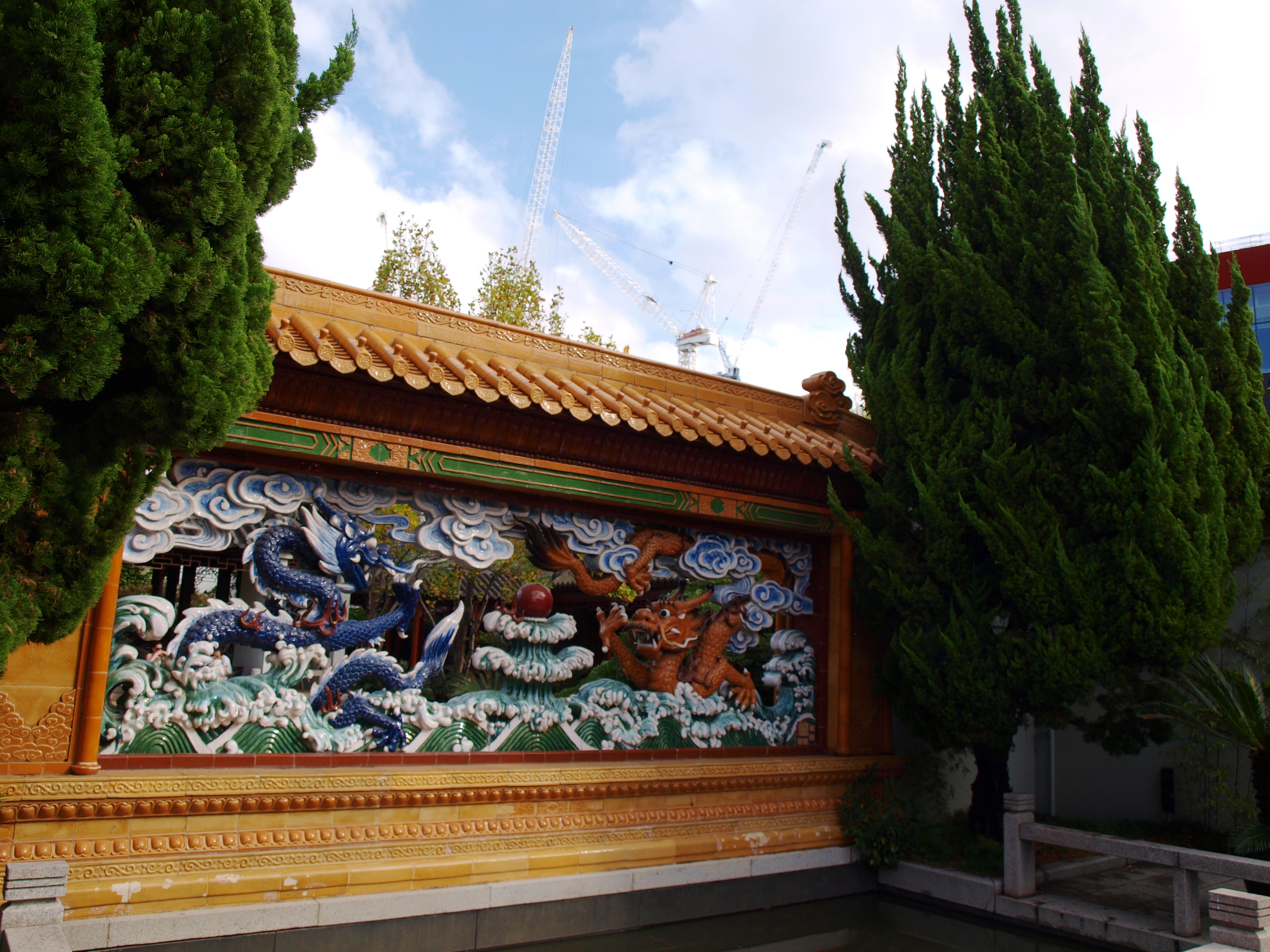
Стіна драконів

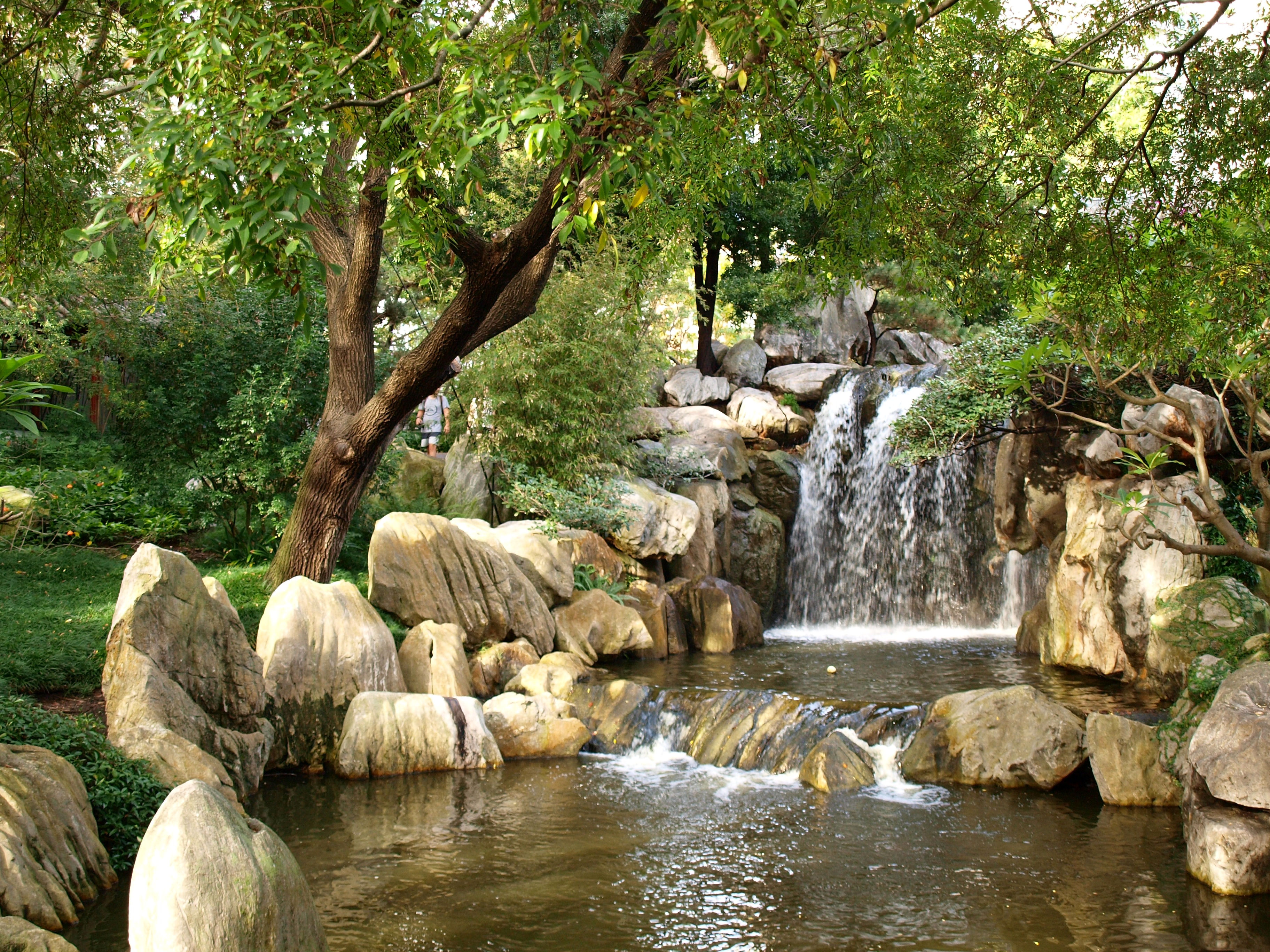
Водоспад

Сад створений за ініціативою китайської общини Сіднея. Розробка дизайну саду і його створення здійснювалося китайськими ландшафтними архітекторами і садівниками південно-китайського міста Гуанчжоу, яке є містом-побратимом Сіднея. Китайський сад дружби є одним із знакових місць китайського кварталу міста. Сад був офіційно відкритий в 1988 році в рамках святкування двохсотріччя Сіднея та Австралії і був названий садом Дружби, символізуючи дружні відносини між Китаєм і Австралією.
В основу саду покладено даоський принцип Їнь і ян та 5 стихій у-сін — землю, вогонь, воду, метал і дерево. Принцип їнь—ян лежить в основі гармонії і збалансованості саду, а майстерно з'єднані п'ять стихій у-сін формують настрій та середовище китайського саду.

## Основні принципи дизайну китайського саду
Мета дизайнера китайського саду — досягти майже неможливого:
- з'єднати скелі, ігноруючи закони гравітації;
- створювати невеликі просторові композиції, які виглядали б, як великі;
- створюючи великі просторові композиції, надавати їм інтимність.

Китайський сад розроблявся спираючись на традиційне мистецтво створення ландшафтів. Мета дизайнера — створити всі елементи природного ландшафту: гори, річки, озера, дерева, пагорби і долини, але тільки в мініатюрі. Це дозволяє відвідувачам побачити синтез природних компонентів в урбаністичному оточенні величезного міста.
Інь і ян, символ гармонії, використовувався при проектуванні саду. Інь, або чорна половина символу, символізує спокій, тишу, пасивність і поступливість. Ян, або біла половина, символізує активність і наполегливість, разом вони створюють збалансоване ціле.
Це можна помітити скрізь:
- Води стрімкого і галасливого водоспаду вливаються в тихе і мирне озеро;
- потужні зазубрені скелі підносяться над поверхнею ставу;
- тінисті місця саду контрастують з яскраво освітленими ділянками.

## Опис
Китайський сад розташований в районі Дарлінг-Харбор у центрі міста. Головний вхід — із західного боку саду, його «охороняє» пара китайських левів (по китайській міфології — гібрид лева, собаки і дракона), висічених з рідкісного китайського граніту. Вони символізують лояльність, силу і процвітання. За головним входом і холлом Чистого Духа знаходиться внутрішній дворик з колекцією пенцзінь. Пенцзінь — древнє китайське мистецтво створення мініатюрних ландшафтів, центральним елементом яких є мініатюрне дерево. Найстарішим з мініатюрних дерев є Ficus retusa, посаджене 1932 року. Колекція пеньдзін регулярно поповнюється і оновлюється. Внутрішній дворик також прикрашають 3 кам'яні скульптури, виготовлені з пісковика, видобутого в горах провінції Гуанчжоу.
За внутрішнім двориком — холл довголіття і стіна драконів, подарунок від Гуанчжоу. Зображений на стіні золотисто-коричневий дракон символізує провінцію Гуанчжоу, блакитний — штат Новий Південний Уельс. Перлина процвітання, яка тримається на хвилі між драконами символізує зв'язок між двома регіонами.
Домінантою китайського саду є гарр або павільйон вільного огляду, який розташований в найвищій точці найбільш підвищеній східній частині саду. Триповерховий гексагональний павільйон є подарунком Гуанчжоу і побудований у вигляді традиційної китайської пагоди. Поблизу павільйону вільного огляду бере початок мальовничий каскадний струмок, який спускається в озеро Яскравості, розташоване у центрі саду. Водний павільйон ароматного лотоса знаходиться на північно-західному березі озера, з нього можна милуватися плаваючими золотими рибками і деревами, які відбиваються в озері. Особливо мальовничо озеро влітку, під час цвітіння лотосів, які наповнюють повітря своїм ароматом. Ставок лотоса розташований в південно-західній частині саду, на його берегах розташувалися: чайний будиночок, водний павільйон і павільйон «човен миру». 
У південно-східній частині саду розташовані гірський сад, гірська брама і кілька кам'яних скульптур і безліч мальовничих каменів. На північному сході саду — гарний водоспад. У північній частині саду розташовані: сад бамбука, круглий павільйон, вежа Дракона і павільйон струмка Знань.

## Флора
Основні рослини Китайського саду дружби (впорядковані за часом цвітіння):
- Весна: Peonia, Rhododendron indicum, Bombax ceiba, Michelia figo, гранат звичайний (Punica granatum).
- Літо: Індійський лотос (Nelumbo nucifera), Murraya paniculata, Osmanthus fragrans, Gardenia augusta 'Florida' , Salix babilonica, Plumeria acutifolia.
- Осінь: Ixora chinensis, Camellia Sasanqua, хурма східна (Diospyros kaki), Podocarpus elatus.
- Зима: Telopea speciosissima, Rhodoleia championii, слива муме (Prunus mume), алича (Prunus cerasifera 'Nigra' ), сосна Тунберга (Pinus thunbergii).

Деякі цікаві рослини:
- Індійський лотос або священний лотос (Nelumbo nucifera) — багаторічна водна рослина, рожева квітка якої, ефектна і запашна, цвіте протягом літа. Стебло, корінь і насіння їстівні. Поширена в Азії і на півночі Австралії. Є неодмінним атрибутом китайських садів.  Індійський лотос символізує чистоту і непорочність.
- Чорний бамбук (Phillostachys nigra) символізує сильний і життєрадісний характер. В саду росте біля круглого павільйону і в бамбуковому саду.
- Верба плакуча (Salix babylonica) — популярна декоративна рослина в Китаї, з гілок якого плетуть кошики, а листя використовуються в медицині. Плакуча верба є символом жіночої грації, а молоде листя символізує весну, світло і життєву енергію. Через загальновідому любов верби до води її використовують в церемонії викликання дощу. Плакуча верба є важливим елементом будь-якого китайського саду і її висаджують уздовж берегів ставків, озер і річок.
- Ulmus parvifolia (китайський в'яз, дрібнолистний в'яз, карагач) — напівлистопадне дерево з дрібним листям і хитними гілками. Китайський в'яз здатний витримувати перепади температур, освітленості і вологості. Відрізняється великою терпимістю до обрізки, тому часто використовується для китайського мистецтва пеньцзін, особливо початківцями.
- Murraya paniculata — вічнозелений кущ, у традиційній китайській медицині Південного Китаю використовується як болезаспокійливий засіб. У західних країнах використовується як декоративна рослина і як жива огорожа через його твердість, невибагливість до ґрунтових умов, а також завдяки тому факту, що він може виростати до 7 метрів заввишки. Красиві білі квіти приваблюють бджіл, а червоні плоди як магніт притягують маленьких птахів.
- Ixora chinensis —вічнозелений кущ, батьківщиною якого є Тайвань і південні провінції Китаю. Росте тільки в тропічній і субтропічній зонах. Вирощується через красиві, зібрані в суцвіття, яскраво-помаранчеві квіти.

## Галерея

Гарр вночі
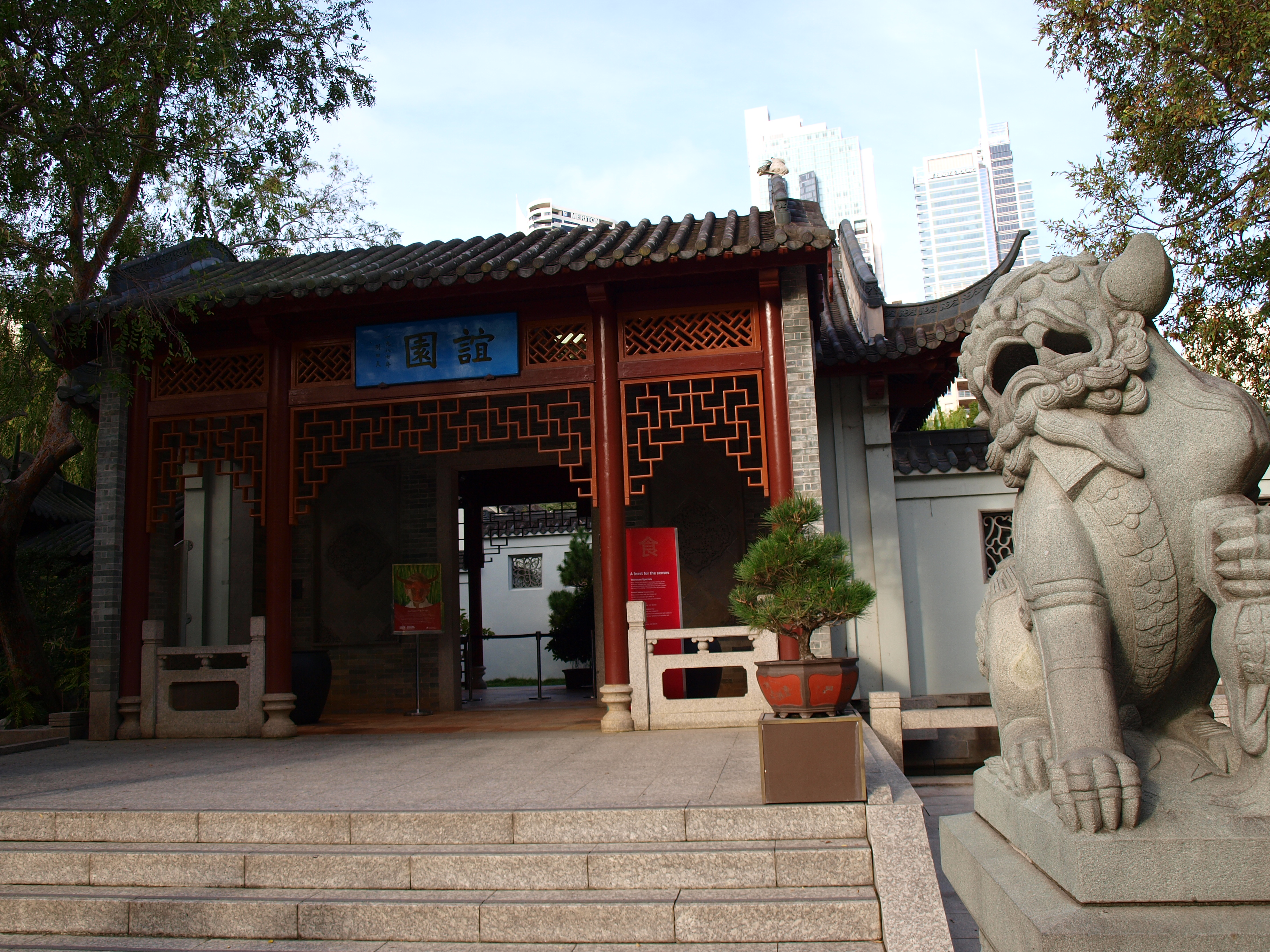
Головний вхід
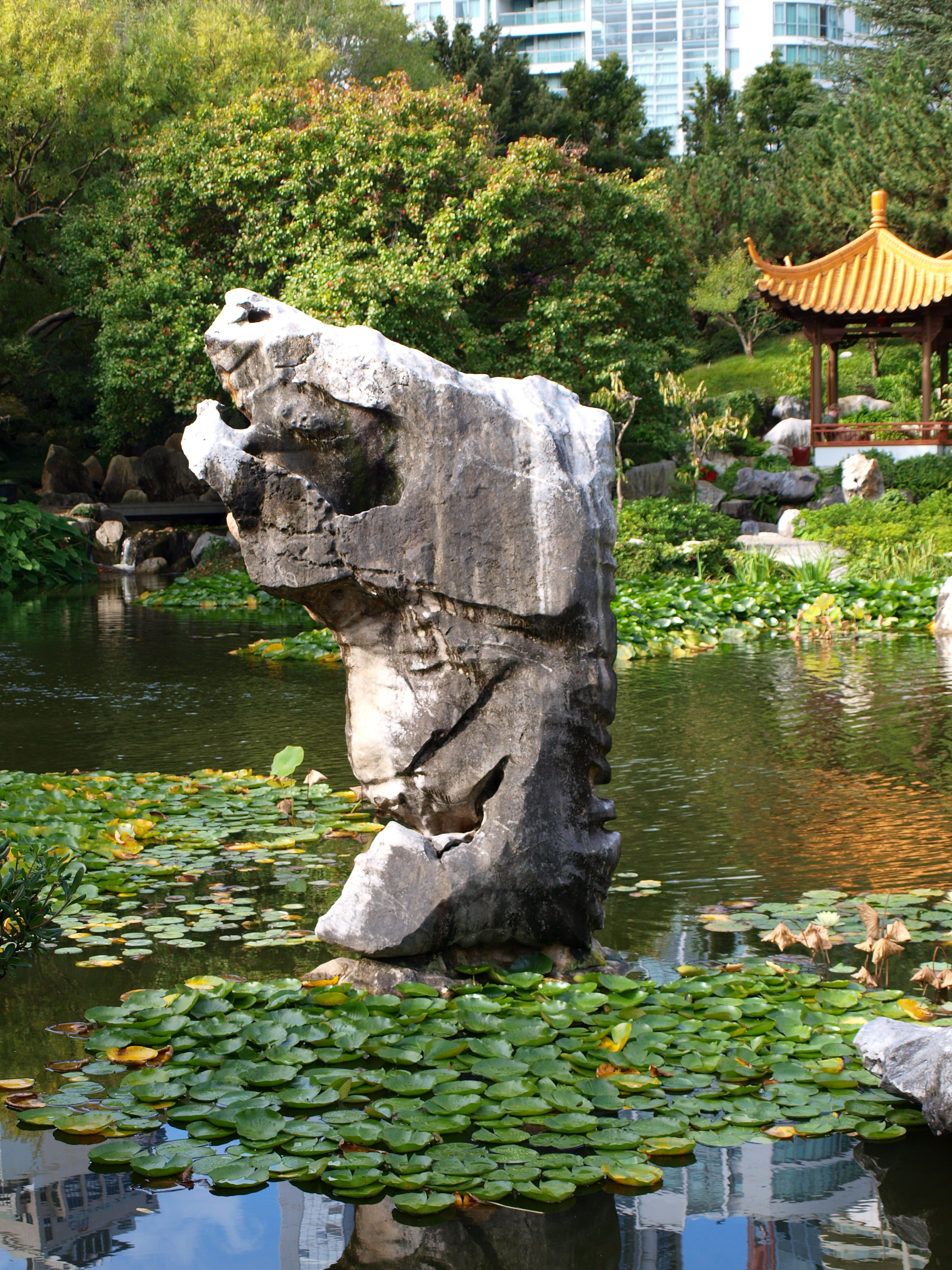
Кам'яний дракон у озері Яскравості
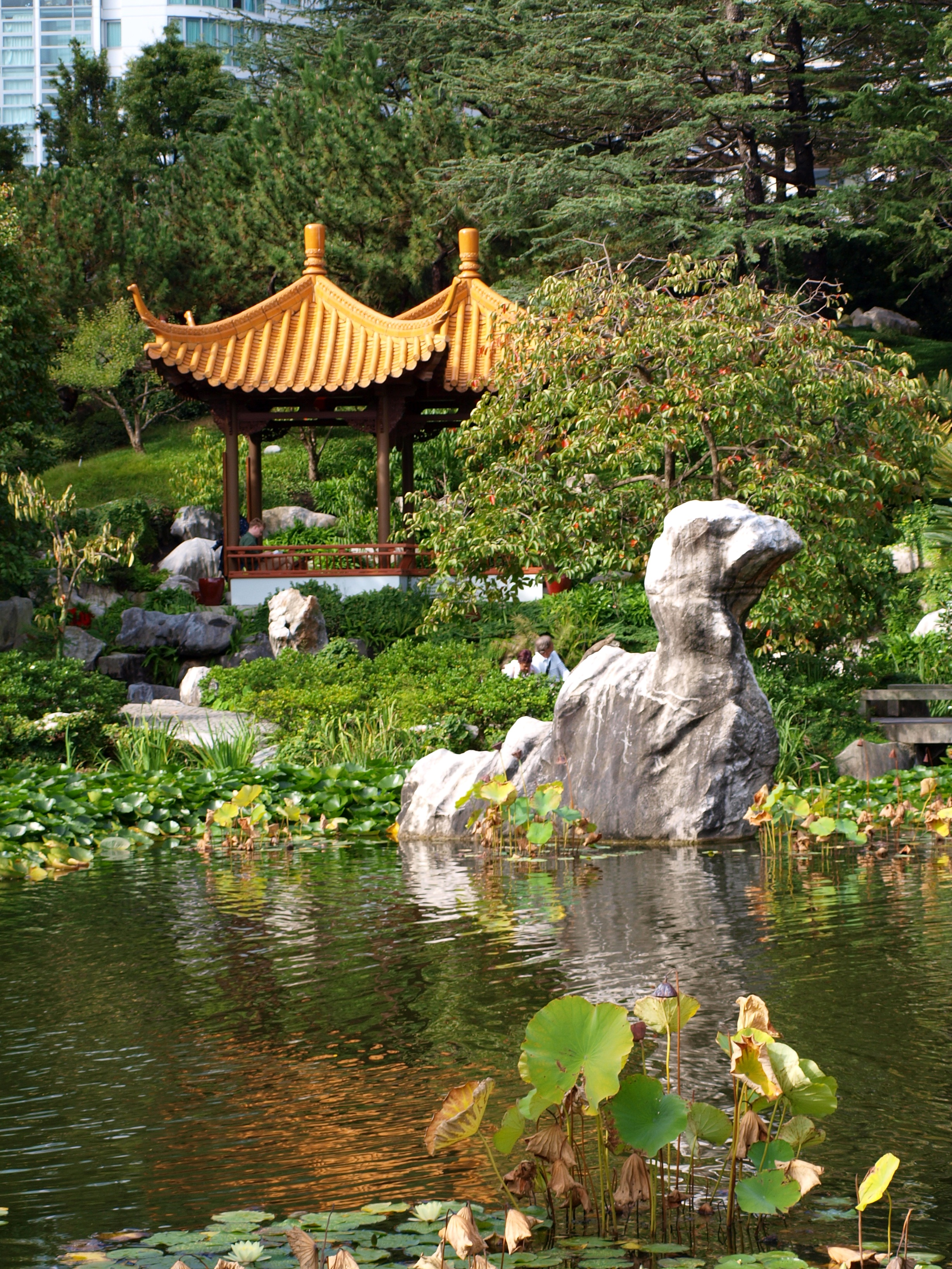
Озеро Яскравості і здвоєний павільйон
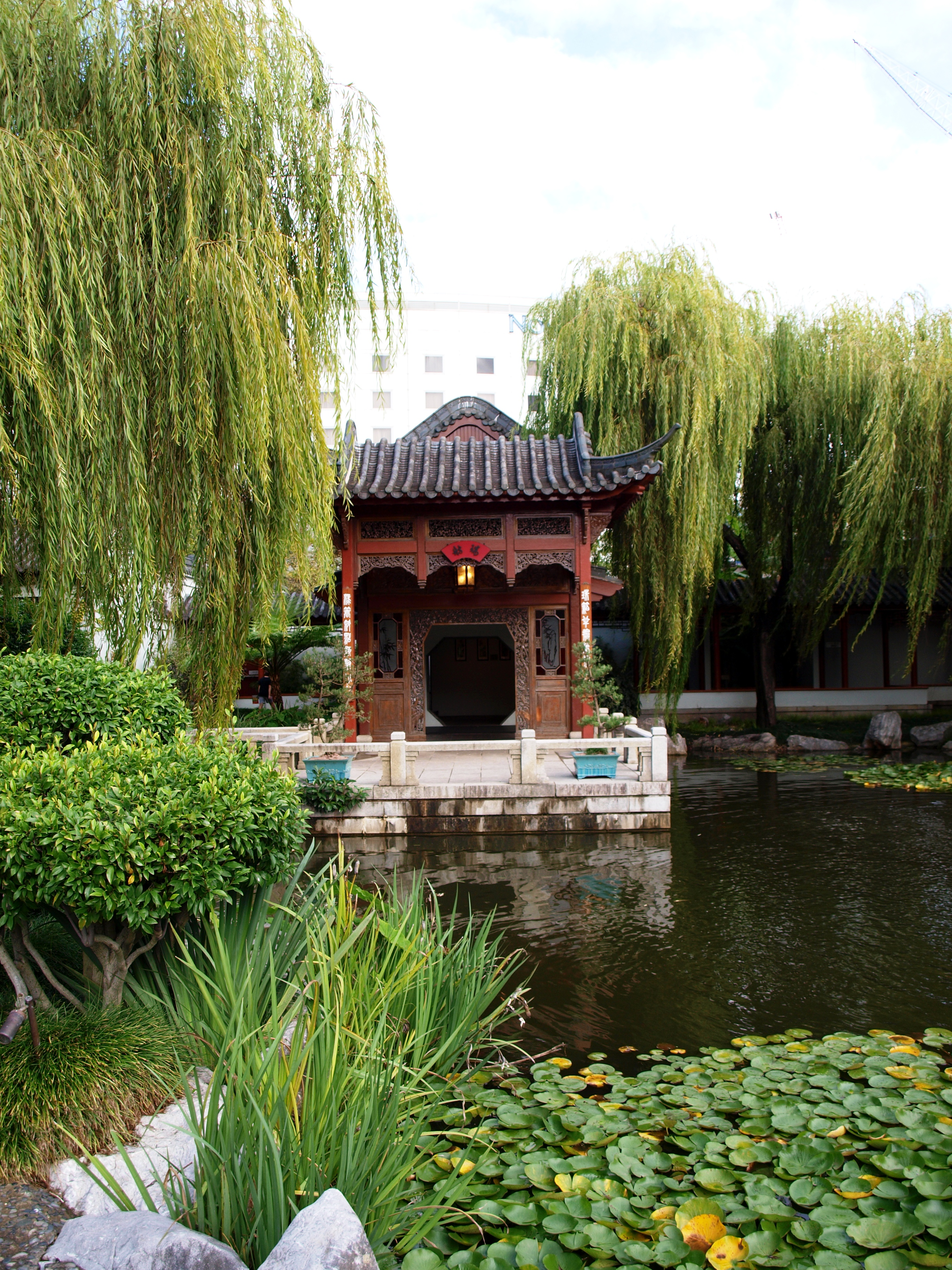
Павільйон «Човен миру»
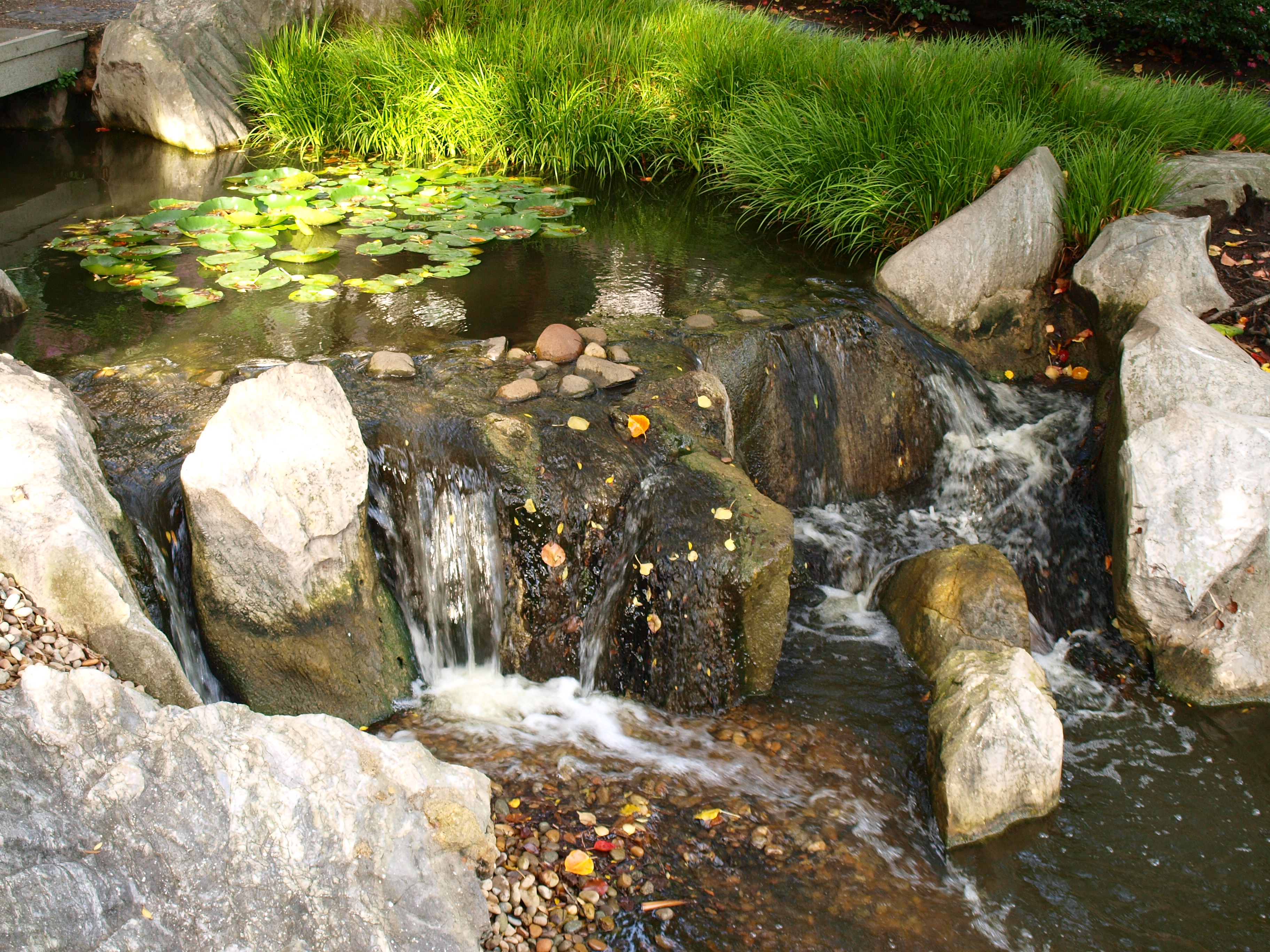
Каскадний струмок
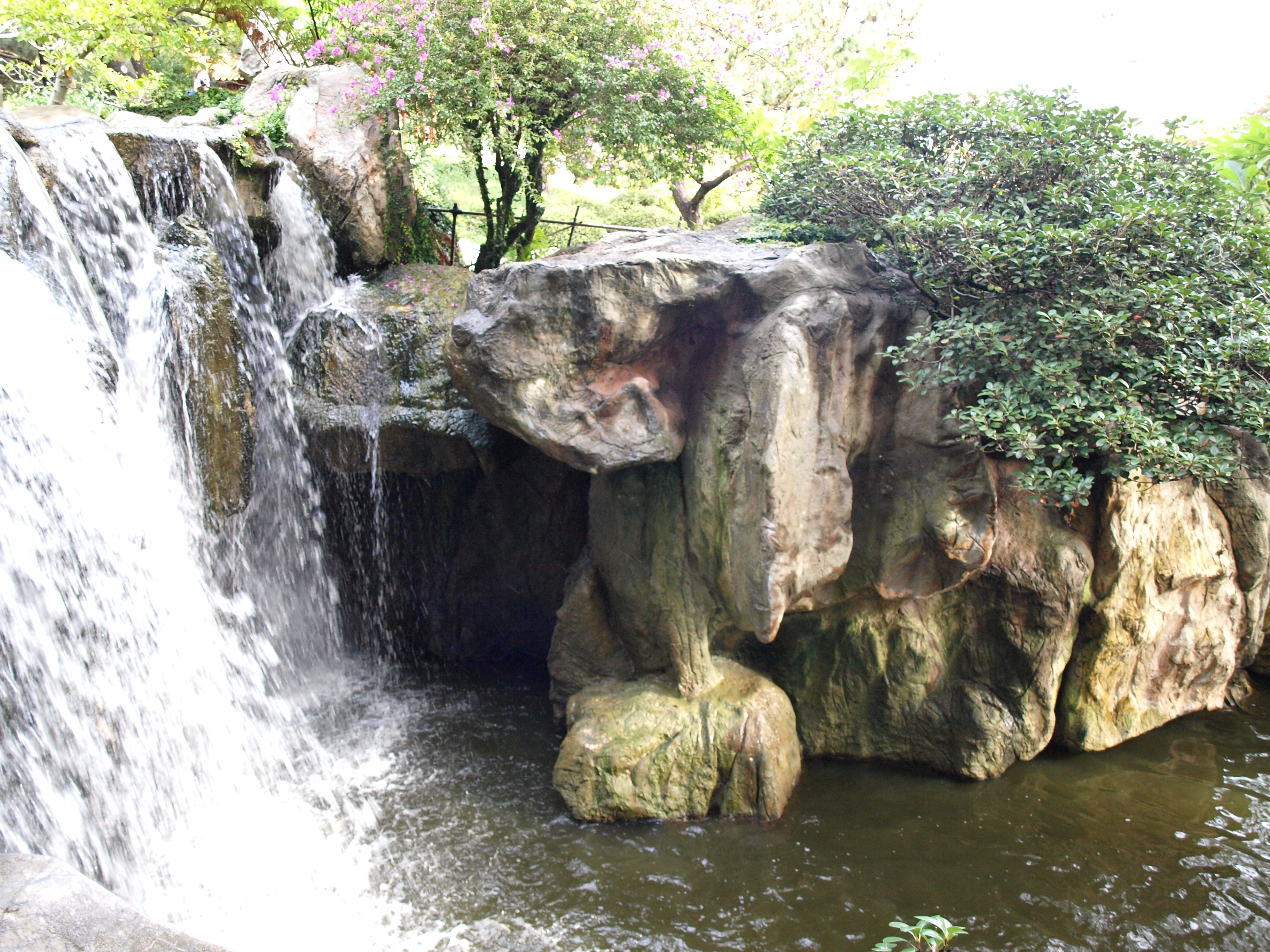
Скелі біля водоспаду
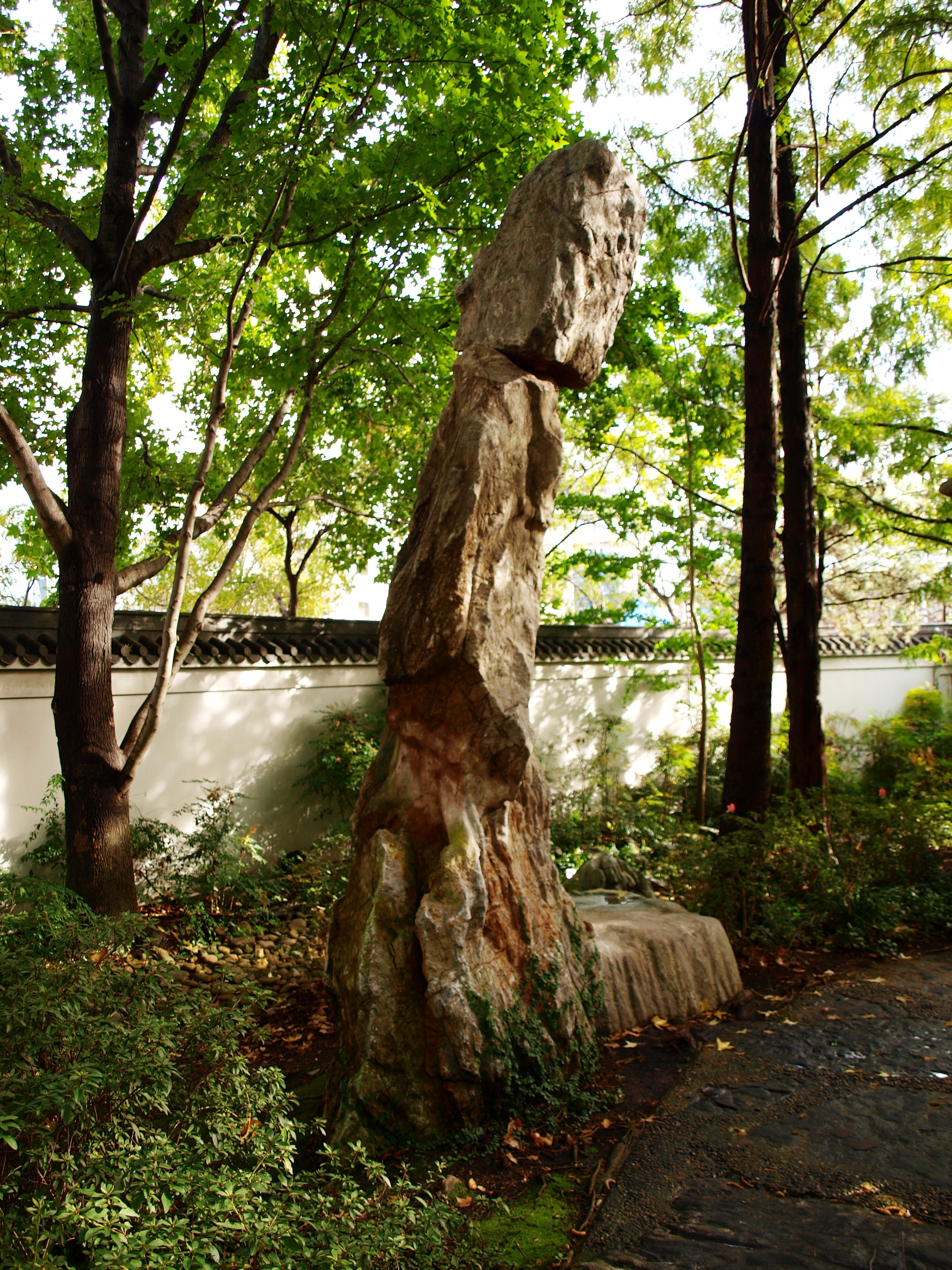
Камінь
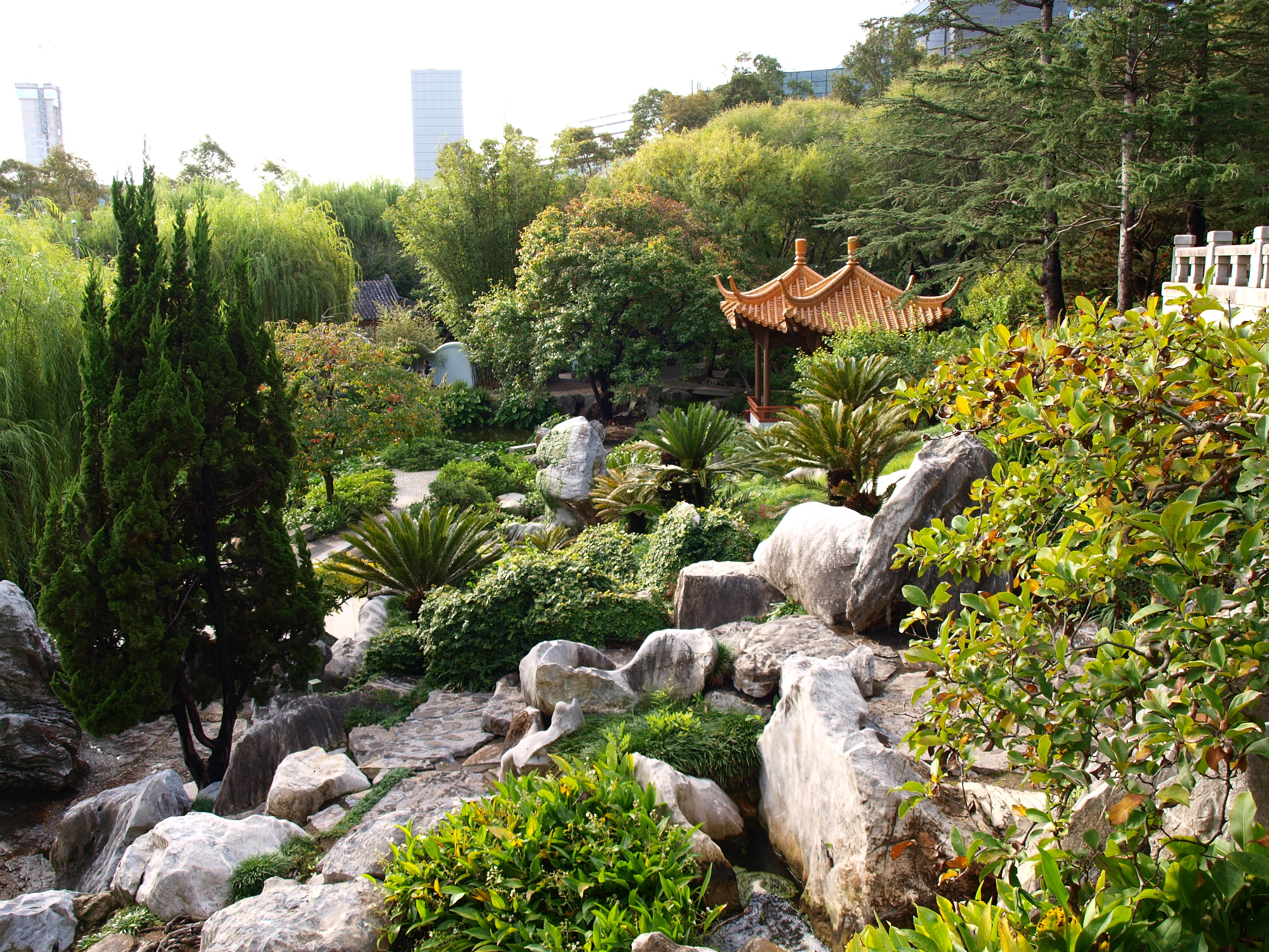
Схил пагорба
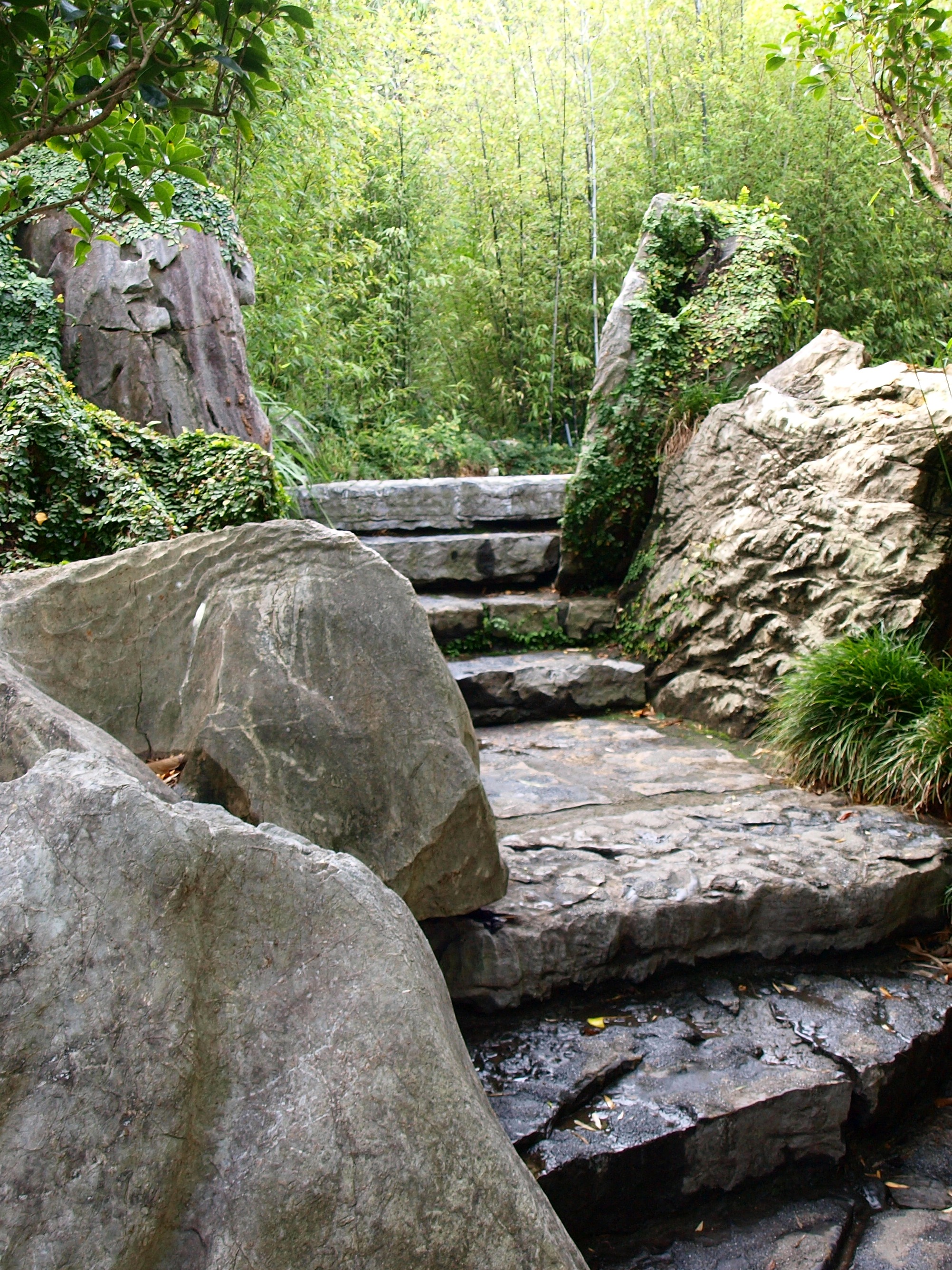
Кам'яні сходи
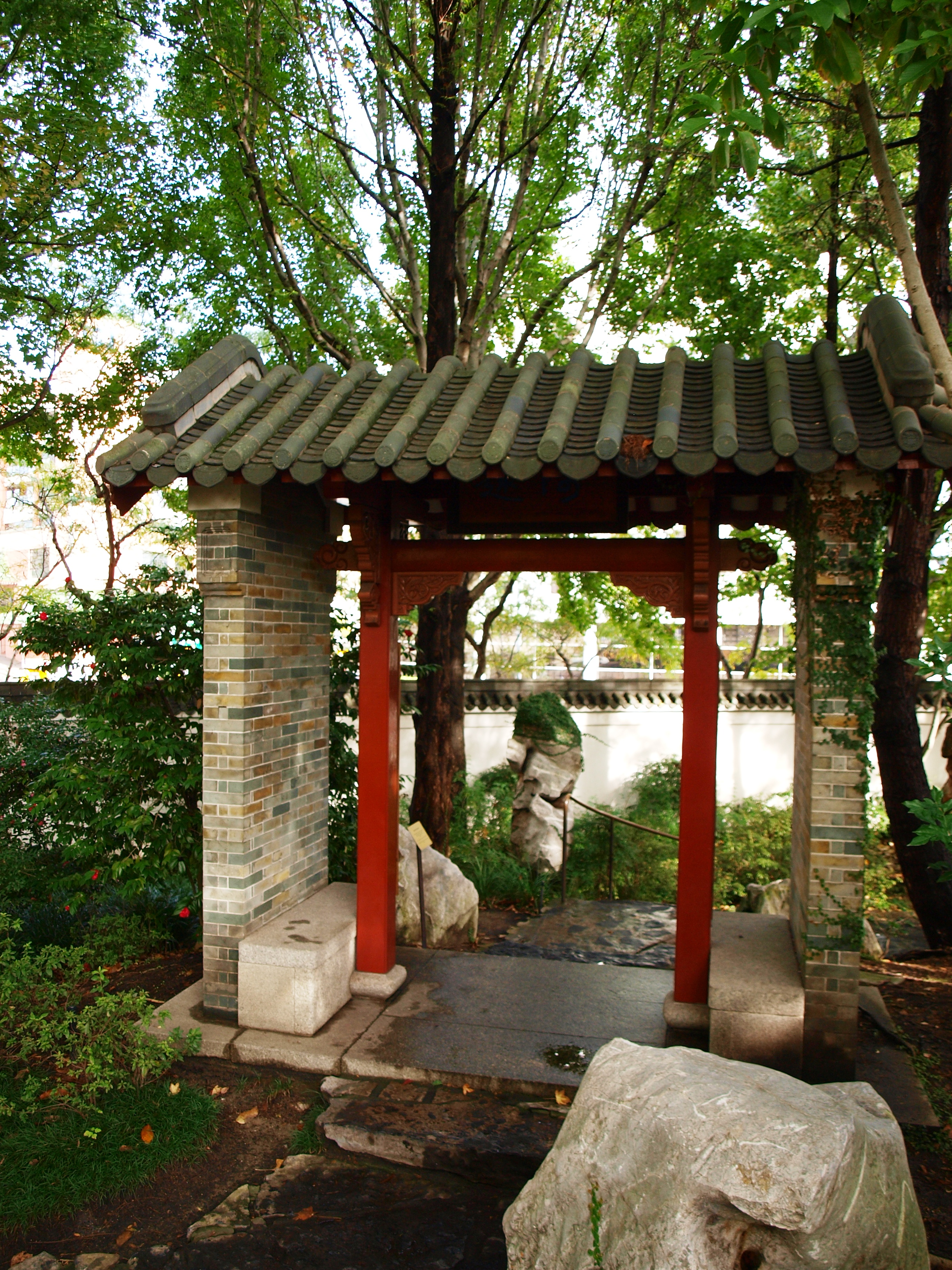
Гірська брама
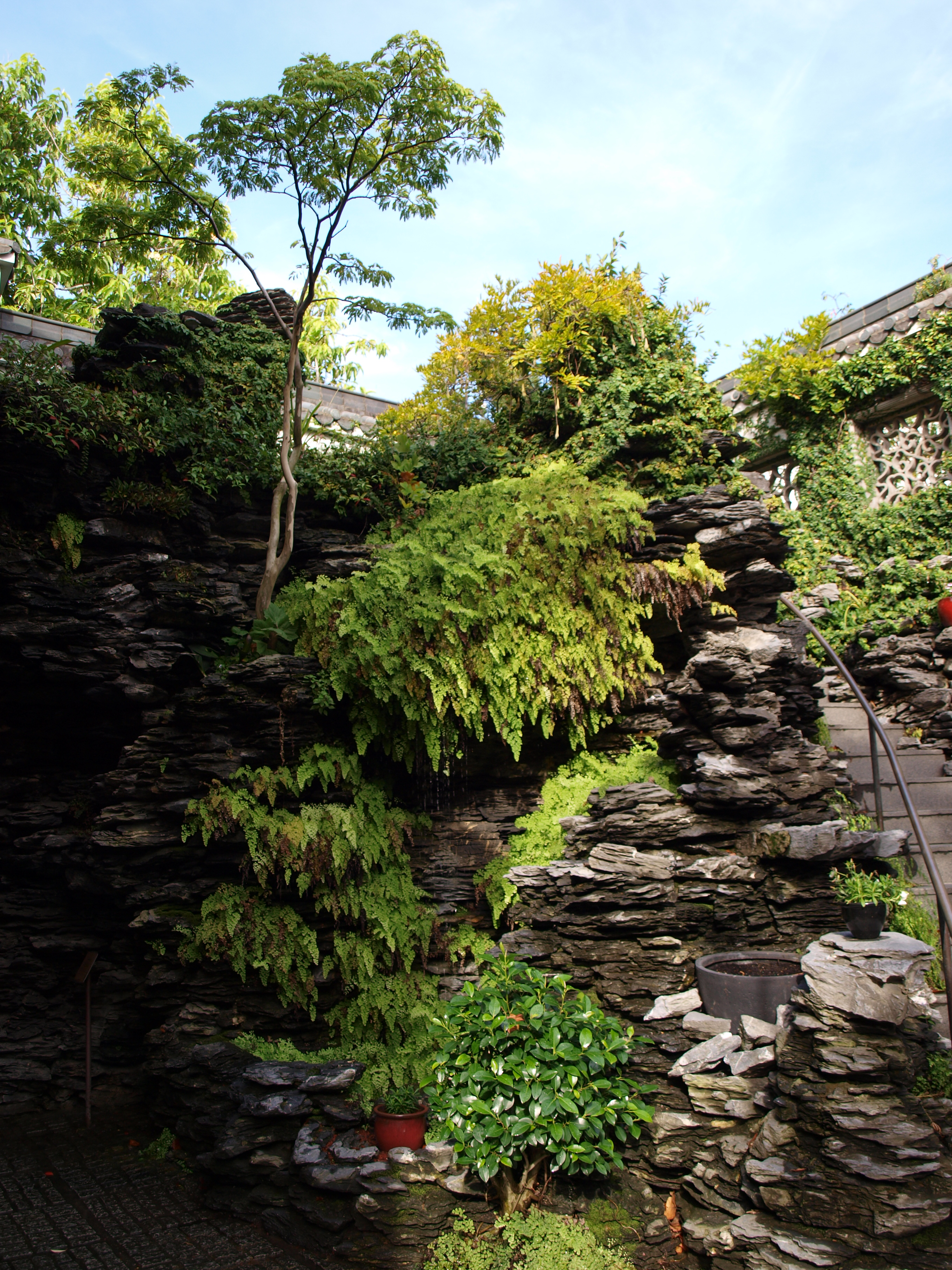
Декоративна стіна
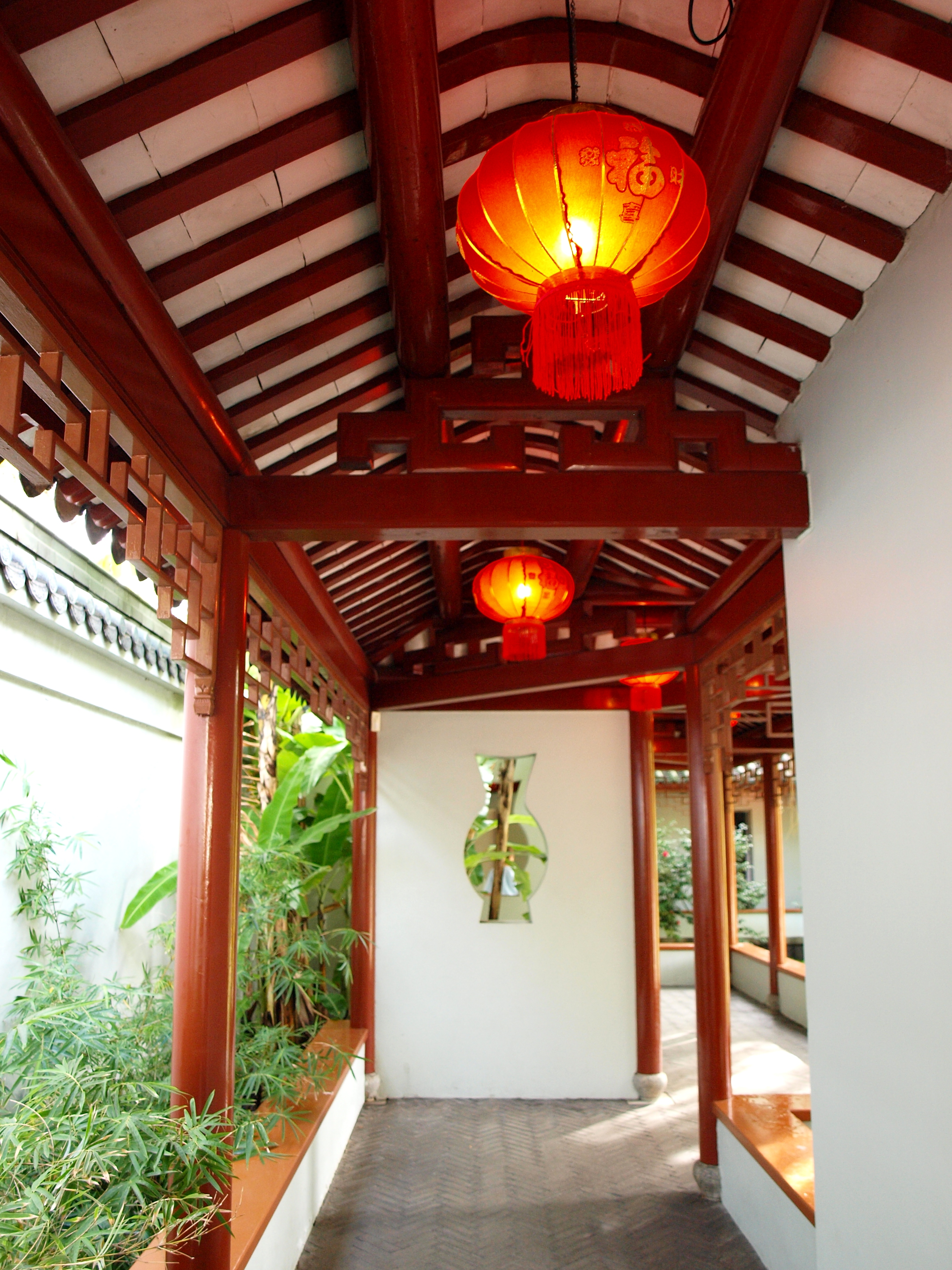
Китайські ліхтарики
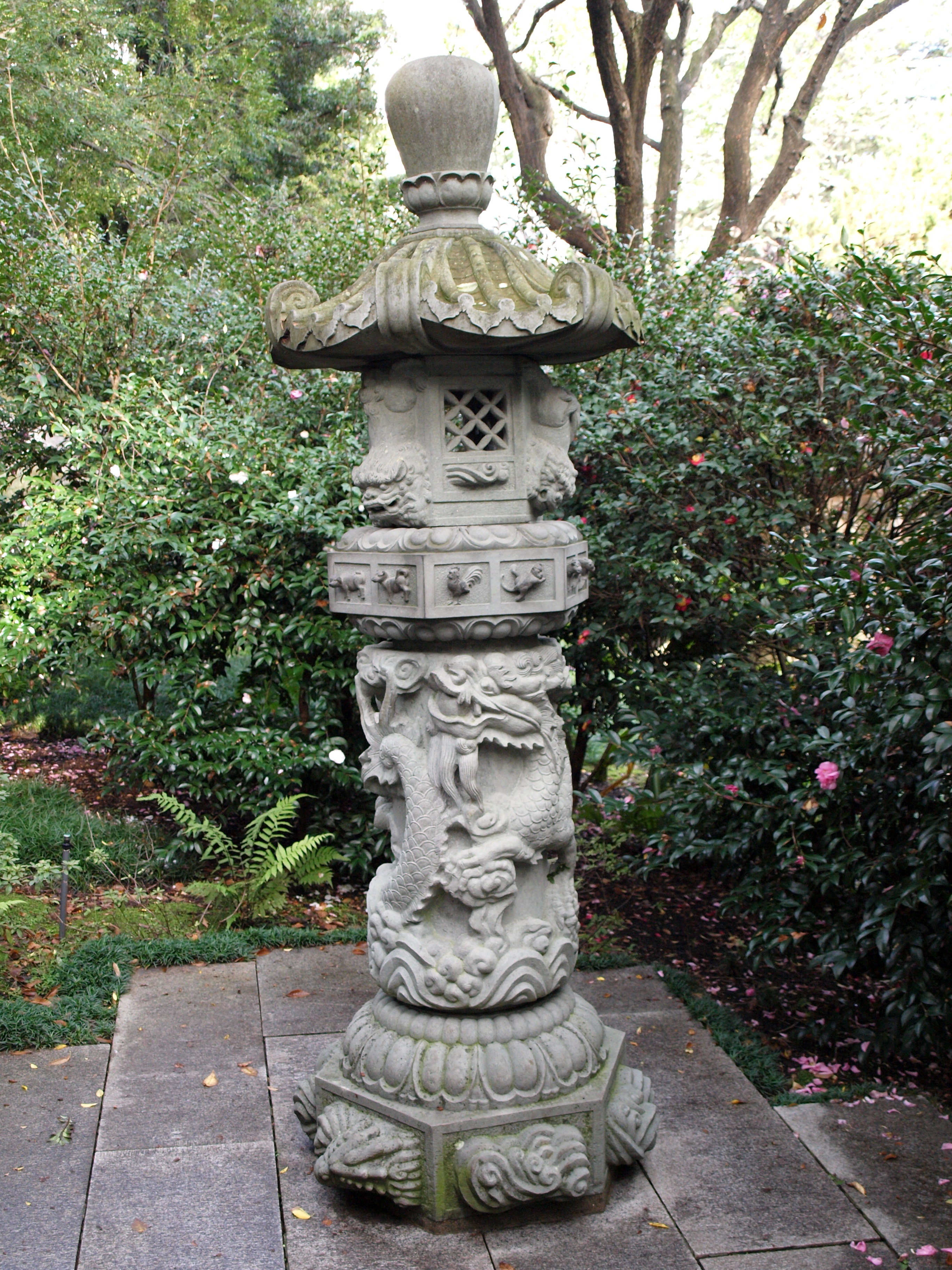
Скульптура у саду
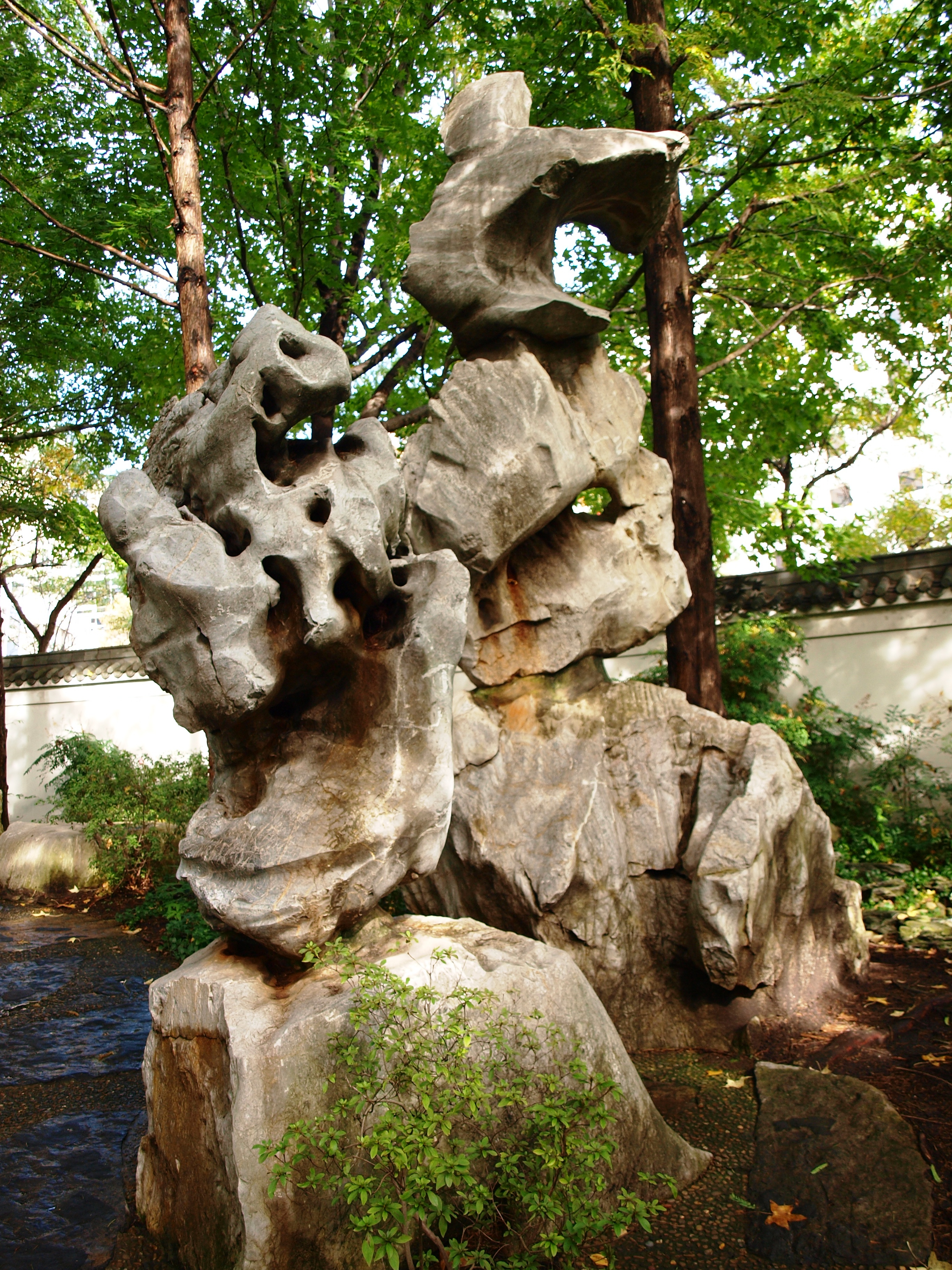
Кам'яна скульптура
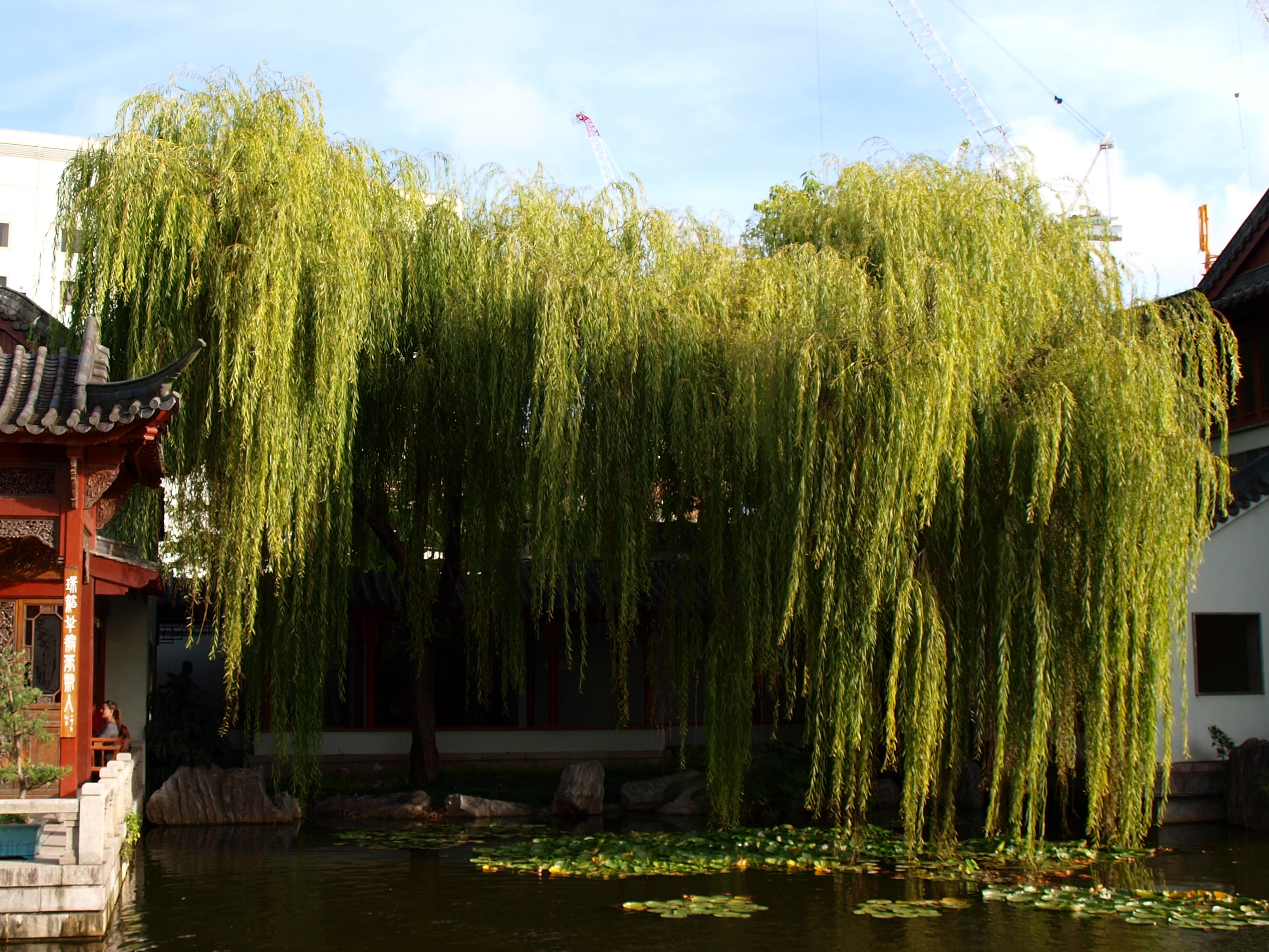
Верба плакуча
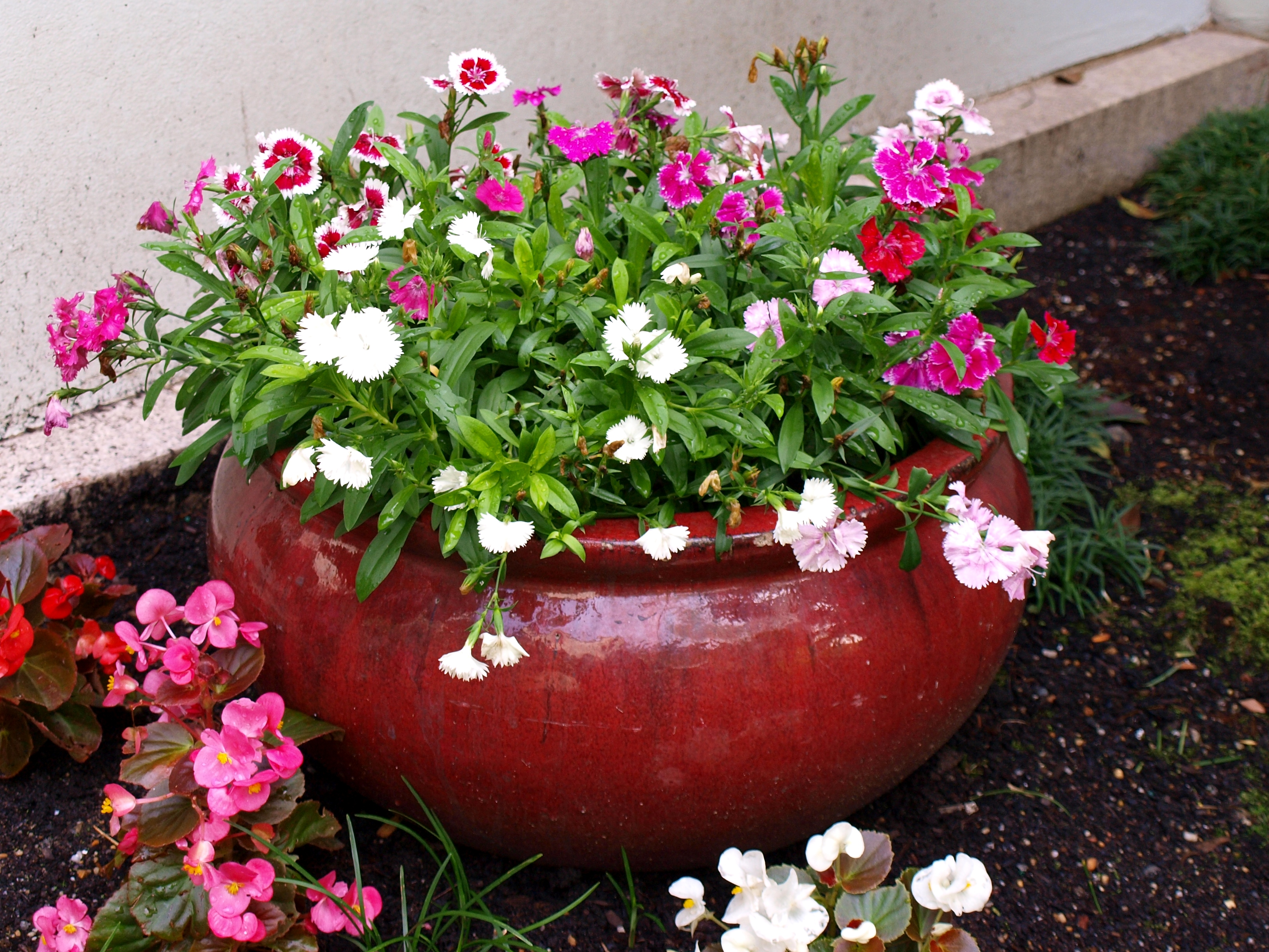
Вазон з квітами
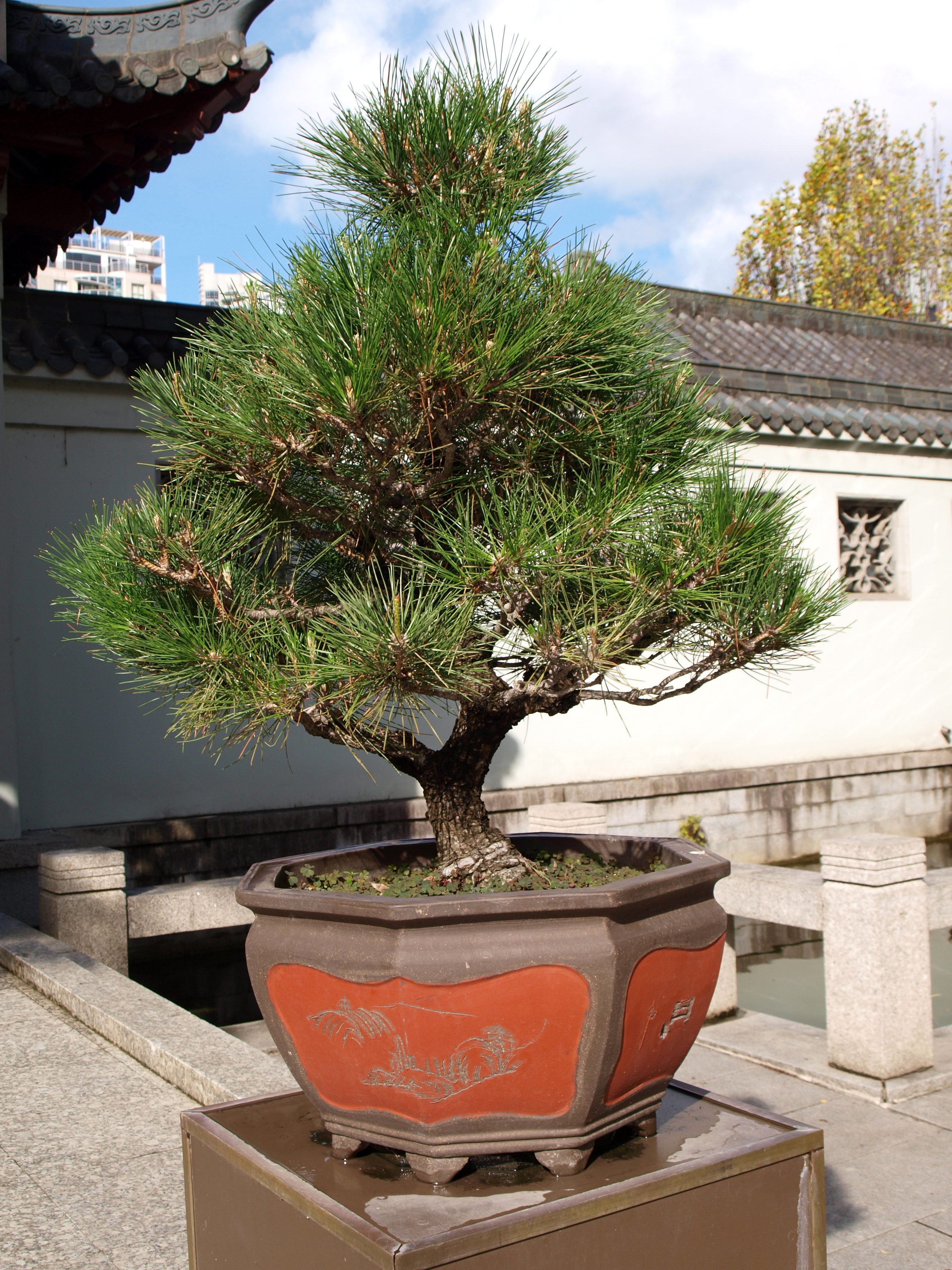
Пенцзінь біля входу